# Massilia putida
Massilia putida es una bacteria gramnegativa del género Massilia. Fue descrita en el año 2016. Su etimología hace referencia a maloliente. Es aerobia y móvil por flagelo polar. Tiene un tamaño de 0,8-1,2 μm de ancho por 2-2,5 μm de largo. Forma colonias opacas, circulares, de color blanco-gris y con márgenes enteros en agar R2A tras 3 días de incubación. También crece en agar PYE, pero no en NA ni TSA. Temperatura de crecimiento entre 25-37 °C, óptima de 30 °C. Catalasa positiva y oxidasa negativa. Tiene un contenido de G+C de 66,8%. Se ha aislado de una mina de tungsteno en el condado de Dayu, en China. 